# Диспозиція (психологія)
Диспозиція (англ. Disposition) — готовність, схильність суб'єкта до поведінкового акту, дії, вчинку, їх послідовності. У персоналістській психології (Ст. Штерн) диспозиція означає не обумовлену якоюсь причиною схильність до дій; у теорії особистості Р. Олпорта — численні риси особистості (від 18 до 5 тис.), що утворюють набір схильностей до певного відгуку суб'єкта на зовнішнє середовище. В українській психології термін використовується переважно для позначення усвідомлених готовностей особистості, до оцінок ситуації та поведінки, обумовлених її попереднім досвідом.

## Диспозиція в психології
Фахівці знають, що таке диспозиція в психології, і можуть активно використовувати цю систему в своїй роботі. Вони можуть оцінювати готовність людини до вчинення певної низки дій, що можуть мати як позитивний, так і негативний підсумки. Дослідивши внутрішній світ людей, можна зрозуміти, які дії вони готові виконувати. Правильна оцінка може допомогти виявити потенційних злочинців і не допустити їх у соціум без спеціалізованої допомоги.
Мартін Ахтніх досліджував професійну схильність індивіда, тобто здатність людини до певної професійної діяльності. Починав дослідження в даній області й Леопольд Сонді, проте він їх не систематизував. Мартін Ахтніх звів свої дослідження у систему і представив у вигляді тесту.

## Диспозиційна атрибуція
Фахівці визначають диспозиційний підхід у психології, що відповідає за розуміння дій і вчинків, здійснених людиною. Це пояснення власних або чужих вчинків, що орієнтується лише на особистий досвід. Такі люди звикли ігнорувати стандартне рішення проблеми, вони схильні розраховувати тільки на себе, тож дають поради за особистою і пройденою схемою, відкидаючи ідею про те, що у всіх людей різний досвід. Виявляється диспозиційна атрибуція ось у чому.
1. Опис людей відбувається за особистісними якостями (веселі, добрі, розумні), ніж осмислено характеризувати ситуацію, поведінку, зовнішність або демографічні дані.
2. Неприйняття вимушеної поведінки в різних областях.
3. Пояснення бажаних дій людей та їхніх диспозицій, спрямованих на особисту вигоду.
4. Повна відмова від реальних ситуацій і занурення в гіпотетичні прогнози з запланованих дій.

## Диспозиція особистості
Будь-яка диспозиційна структура особистості, будується у внутрішньому світі людини і виражається через її дії. Своєрідне сприйняття передбачуваних суспільством умов і поведінку в цих ситуаціях, це і є особистісна диспозиція. Соціальні установки пропонують свободу вибору в будь-якій ситуації і людина має право сама вибирати хід подальших дій. Головне не втратити взаємодію з соціумом, адже це може призвести до втрати адаптації.
Вищі особистісні диспозиції утворюють певну систему, яка диктує концепцію життя. Контактуючи з менш активними людьми, вони можуть налаштувати їх для себе або ж проти. Часта взаємодія вчить людину бути самостійною, висловлювати свою думку і відстоювати позиції. В даному випадку велику роль відіграє досвід, який всі отримують протягом життя.